# The Palestra
The Palestra es un histórico pabellón deportivo perteneciente a la Universidad de Pensilvania en el cual compiten los equipos de baloncesto masculino y femenino, voleibol y lucha libre de los Penn Quakers, los equipos deportivos de la univerisidad, además de celebrarse los partidos pertenecientes a la liga no oficial denominada Philadelphia Big Five. Se encuentra situada en el campus de la universidad, en la ciudad de Filadelfia, y fue inaugurado el 1 de enero de 1927.
Aunque originalmente la capacidad era de 10 000 espectadores, en la actualidad se ha reducido para el baloncesto a 8722. La Palestra es famosa por la cercanía del público al terreno de juego, con los banquillos prácticamente empotrados en la grada. Fue uno de los primeros pabellones modernos de acero y hormigón en los Estados Unidos, y también uno de los primeros sin pilares interiores que molestasen la visión. cuando se construyó, fue uno de los pabellones más grandes del mundo. 

## Historia
La construcción se terminó en 1927, y le puso como nombre Palestra el profesor Dr. William N. Bates, utilizando el término del griego antiguo παλαίστρα, que hacía referencia al espacio destinado en la Grecia Antigua al recinto en el cual se desarrollaban competiciones de lucha frente al público.
El primer partido de baloncesto que se jugó en el recinto lo disputaron la Universidad de Pensilvania frente a la de Yale, el 1 de enero de 1927 ante 10 000 espectadores, la mayor afluencia a un partido de baloncesto en la Costa Este de la historia hasta ese momento. Los Quakers ganaron 26-15.
Durante años la gestión del pabellón corrió a cabo de la gente que administraba el Madison Square Garden de Nueva York. En los años 60 fueron muchos los partidos que disputó como local los Philadelphia 76ers antes de que se terminara la construcción del Spectrum en 1967.

## Baloncesto universitario en la Palestra

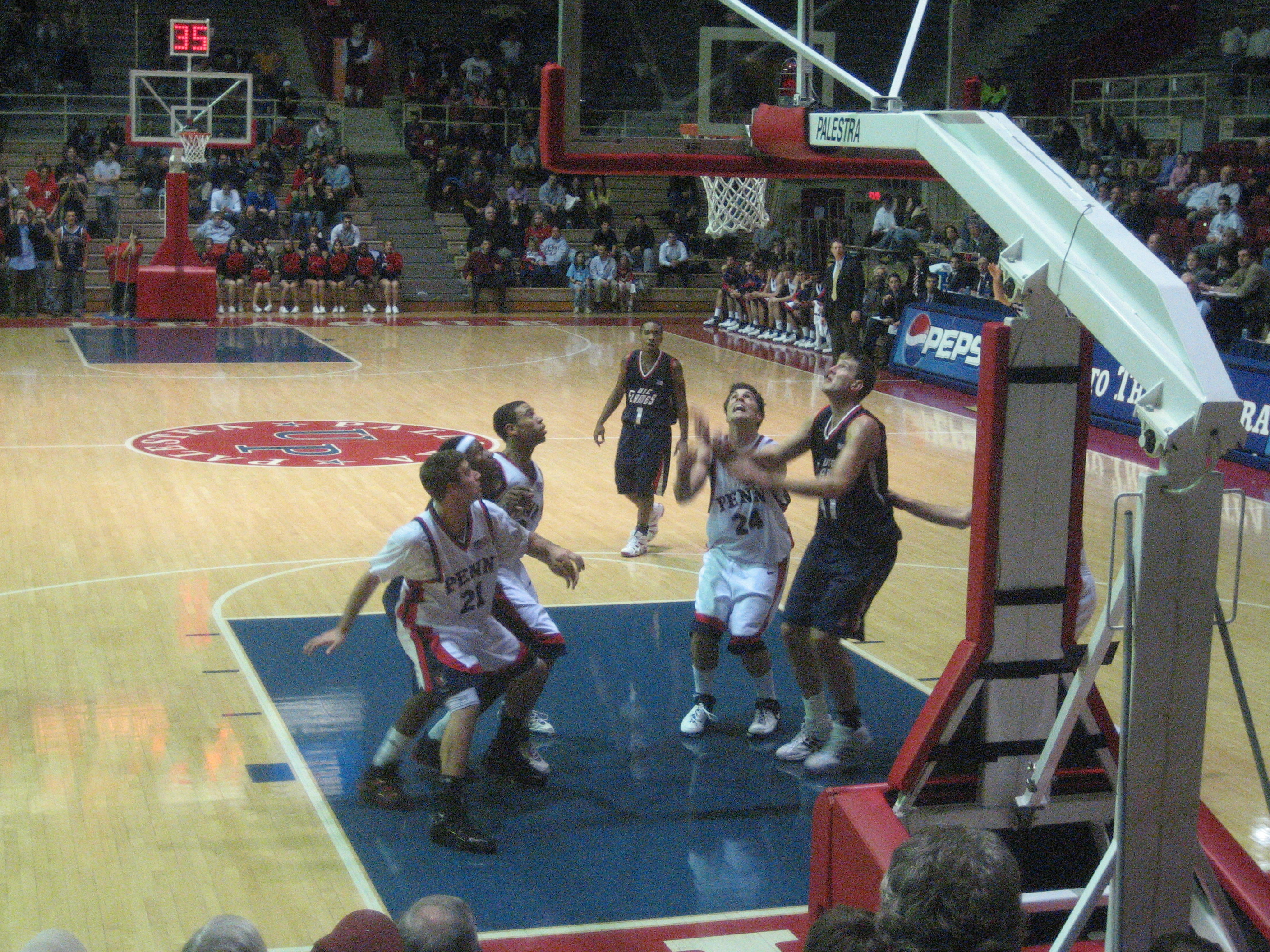
Partido de Penn Quakers en la Palestra

La Palestra ha albergado más partidos de la liga regular o de postemporada de la NCAA, y más torneos que ningún otro pabellón del país. A menudo se le denomina El lugar de nacimiento del baloncesto. En él se han disputado 6 finales regionales del Este, y 10 subregionales. En total, 52 torneos de la NCAA desde el año 1939. Hoy en día es el segundo pabellón más viejo de las universidades norteamericanas.
Los equipos que forman el denominado Philadelphia Big Five (los 5 grandes de Filadelfia), Pensilvania, La Salle, Saint Joseph's, Temple y Villanova, originalmente disputaban todos sus partidos entre sí en este campo. Hoy en día más de la mitad de estos enfrentamientos se siguen disputando en la Palestra. En le pasado reciente la Universidad de Saint Joseph's disputaba sus partidos como local en este campo, mucho mayor que el suyo. Además, ha sido sede habitual de los torneos de la Atlantic Ten Conference, así como de infinidad de competiciones de high school.

## Palestra 2000
En el año 2000 se ejecutó una importante remodelación del pabellón, con un coste superior a los 2 millones de dólares, añadiéndole un museo que muestra la historia del baloncesto de la Universidad de Pensilvania.